# Этыка
Этыка — упразднённое село (с 1952/53 по 1958 годы — рабочий посёлок) в Балейском районе Забайкальского края России. Входило в состав Нижнегирюнинского сельского поселения. Упразднено в 2005 году.

## География
Село находилось в юге района в отрогах хребта Кукульбей, на левом берегу реки Талангуй, вблизи места её истока — сляния рек Верхняя Этыка и Гепка, на расстоянии примерно 9 километров (по прямой) к юго-востоку от посёлка Золотореченск.

### Климат
Климат характеризуется как резко континентальный с продолжительной холодной малоснежной зимой. Абсолютный минимум температуры воздуха самого холодного месяца (января) составляет −45,5 °C; абсолютный максимум самого тёплого месяца (июля) — 39,2 °C. Среднегодовое количество атмосферных осадков составляет 308,3 мм.

## История
Населённый пункт возник в 1937 году в связи с разработкой Этыкинского месторождения олова. В конце 1940-х годов в селе была построена обогатительная фабрика. В 1958 году рудник был законсервирован, а село начали покидать его жители.
Постановлением Читинской облдумы от 31 января 2005 года № 628-ЗЧО село исключено из учётных данных.

## Население
По данным переписи 1989 года в селе проживал 1 человек.
Согласно результатам переписи 2002 года в селе проживало 3 человека